# Autodesk 3ds Max
Autodesk 3ds Max, anteriorment 3D Studio MAX, és un paquet de modelatge, animació i renderització desenvolupat per Autodesk Media and Entertainment. Té capacitats de modelatge, una arquitectura de connectors flexible i pot ser utilitzat a la plataforma Microsoft Windows. Pot ser utilitzat per desenvolupadors de videojocs, estudis de televisió comercial i estudis de visualització arquitectònica. També s'utilitza per a efectes de pel·lícula i previsualització de pel·lícula.
A més de les seves eines de modelatge i animació, l'última versió de 3ds Max també compta amb shaders avançats (per exemple, oclusió d'ambient, i subsuperfície ambiental), simulació dinàmica, sistemes de partícules, radiositat, creació de mapes normals i renderització, il·luminació global, interfície d'usuari intuïtiva i totalment personalitzable, i el seu propi llenguatge script.

## Història
Autodesk 3ds Max es va crear per a la plataforma DOS de Gary Yost i el grup Yost, i publicat per Autodesk. El llançament de 3D Studio va fer obsoleta el paquet anterior de Autodesk per a la representació 3D d'AutoShade. Després de la versió 4 del 3D Studio DOS, el producte va ser reescrit per a la plataforma Windows NT i es va canviar el nom a "3D Studio MAX". Aquesta versió també va ser creada originalment pel grup Yost. Va ser llançat per Kinetix, que era en aquell moment la divisió de mitjans de comunicació i entreteniment d'Autodesk.
Autodesk va comprar el producte en la segona actualització de la versió 3D Studio MAX i va interioritzar el desenvolupament completament durant els dos propers llançaments. Més tard, el nom del producte es va canviar a "3ds max" (totes minúscules) per complir millor les convencions de denominació de Discreet, una empresa de programari amb seu a Montreal que Autodesk havia comprat.
Quan es va tornar a publicar (llançament 7), el producte es va tornar a marcar amb el logotip d'Autodesk, i el nom curt es va canviar de nou a "3ds Max" (majúscules i minúscules), mentre que el nom formal del producte es va convertir en el "Autodesk 3ds Max ".

### Historial de versions
| Versió                | Nom en clau         | Any  | Sistema operatiu                               | Plataforma de Hardware |
| --------------------- | ------------------- | ---- | ---------------------------------------------- | ---------------------- |
| Prototip 3D Studio    | THUD                | 1988 | MS-DOS                                         | 16-bit x86             |
| 3D Studio             | THUD                | 1990 | MS-DOS                                         | 16-bit x86             |
| 3D Studio 2           |                     | 1992 | MS-DOS                                         | 16-bit x86             |
| 3D Studio 3           |                     | 1993 | MS-DOS                                         | 16-bit x86             |
| 3D Studio 4           |                     | 1994 | MS-DOS                                         | 16-bit x86             |
| 3D Studio MAX 1.0     | Jaguar              | 1996 | Windows NT 3.51, Windows NT 4.0                | IA-32                  |
| 3D Studio MAX R2      | Athena              | 1997 | Windows 95 i Windows NT 4.0                    | IA-32                  |
| 3D Studio MAX R3      | Shiva               | 1999 | Windows 95 i Windows NT 4.0                    | IA-32                  |
| Discret 3dsmax 4      | Magma               | 2000 | Windows 98, Windows ME, Windows 2000           | IA-32                  |
| Discret 3dsmax 5      | Luna                | 2002 | Windows 2000 i Windows XP                      | IA-32                  |
| Discret 3dsmax 6      | Granite             | 2003 | Windows 2000 i Windows XP                      | IA-32                  |
| Discret 3dsmax 7      | Catalyst            | 2004 | Windows 2000 i Windows XP                      | IA-32                  |
| Autodesk 3ds Max 8    | Vesper              | 2005 | Windows 2000 i Windows XP                      | IA-32                  |
| Autodesk 3ds Max 9    | Makalu              | 2006 | Windows 2000 i Windows XP                      | IA-32 i x64            |
| Autodesk 3ds Max 2008 | Gouda               | 2007 | Windows XP i Windows Vista                     | IA-32 i x64            |
| Autodesk 3ds Max 2009 | Johnson             | 2008 | Windows XP i Windows Vista                     | IA-32 i x64            |
| Autodesk 3ds Max 2010 | Renoir              | 2009 | Windows XP i Windows Vista                     | IA-32 i x64            |
| Autodesk 3ds Max 2011 | Zelda               | 2010 | Windows XP, Windows Vista i Windows 7          | IA-32 i x64            |
| Autodesk 3ds Max 2012 | Excalibur / Rampage | 2011 | Windows XP, Windows Vista i Windows 7          | IA-32 i x64            |
| Autodesk 3ds Max 2013 | SimCity             | 2012 | Windows XP i Windows 7                         | IA-32 i x64            |
| Autodesk 3ds Max 2014 | Tekken              | 2013 | Windows 7                                      | x64                    |
| Autodesk 3ds Max 2015 | Elwood              | 2014 | Windows 7 i Windows 8                          | x64                    |
| Autodesk 3ds Max 2016 | Phoenix             | 2015 | Windows 7, Windows 8 i Windows 8.1             | x64                    |
| Autodesk 3ds Max 2017 | Kirin               | 2016 | Windows 7, Windows 8, Windows 8.1 i Windows 10 | x64                    |
| Autodesk 3ds Max 2018 | Imoogi              | 2017 | Windows 7, Windows 8, Windows 8.1 i Windows 10 | x64                    |
| Autodesk 3ds Max 2019 | Neptune             | 2018 | Windows 7, Windows 8, Windows 8.1 i Windows 10 | x64                    |
| Autodesk 3ds Max 2020 | Athena              | 2019 | Windows 7, Windows 8, Windows 8.1 i Windows 10 | x64                    |